# Кливлендское викариатство РПЦЗ
Кливлендское викариатство — викариатство Чикагской и Средне-Американской епархии Русской Православной Церкви Заграницей.

## История
Учреждена решением Архиерейского Собора Русской православной церкви заграницей в 1974 году для помощи правящему архиерею Чикагской и Средне-Американской епархии по управлению епархией.

## Епископы
- 11 октября 1974 — 25 июля 1987 — Алипий (Гаманович)
- 12 июля 2003 — 3 июля 2016 — Петр (Лукьянов)